# بيغي كينغ
بيغي كينغ (بالإنجليزية: Peggy King)‏ هي مغنية أمريكية، ولدت في 16 فبراير 1930 في غرينسبورغ ‏.

## وصلات خارجية
- الموقع الرسمي
- بيغي كينغ على موقع IMDb (الإنجليزية)
- بيغي كينغ على موقع ميوزك برينز (الإنجليزية)
- بيغي كينغ على موقع أول موفي (الإنجليزية)
- بيغي كينغ على موقع قاعدة بيانات الأفلام السويدية (السويدية)
- بيغي كينغ على موقع أول ميوزيك (الإنجليزية)
- بيغي كينغ على موقع ديسكوغز (الإنجليزية)
- بيغي كينغ على موقع قاعدة بيانات الفيلم (الإنجليزية)
- بيغي كينغ على موقع كينوبويسك (الروسية)